# Benjamin Church House (Bristol, Rhode Island)

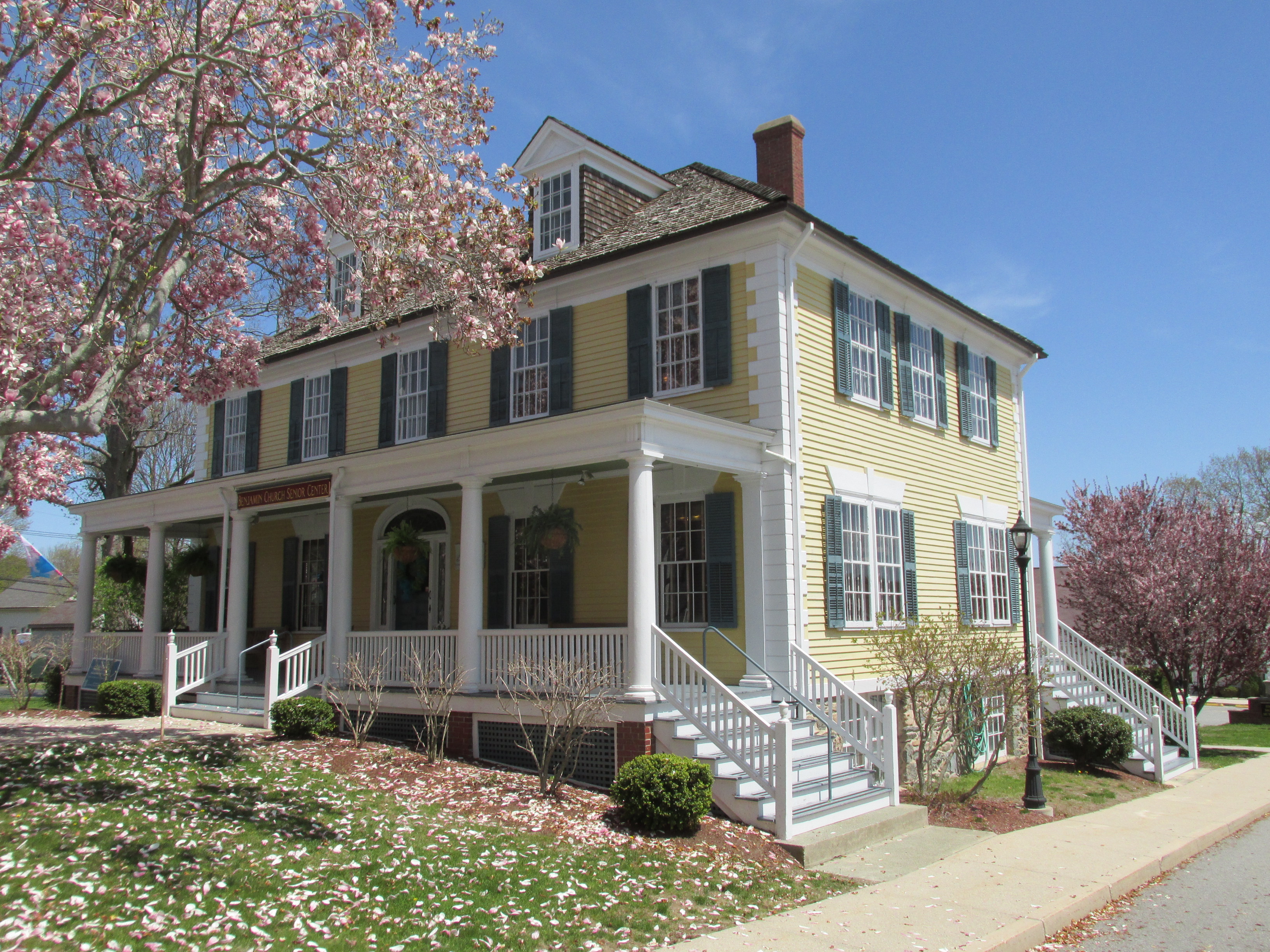
Benjamin Church Senior Center, Bristol Rhode Island
Fotografía: John Phelan

Benjamin Church House es una casa histórica en 1014 Hope Street en Bristol, Rhode Island.
El edificio fue construido en 1909 como un excelente ejemplo del estilo colonial del renacimiento, y fue agregado en 1971 como el número #71000011 en el Registro Nacional de Lugares Históricos.